# Cinquante Millions pour Johns
Pour plus de détails, voir Fiche technique et Distribution.
Cinquante Millions pour Johns (Twenty-Four Hours to Kill) est un film britannique réalisé par Peter Bezencenet, sorti en 1965.

## Synopsis
En raison d'une avarie sur deux de ses moteurs, un avion de ligne américain, qui volait en direction d'Athènes, est contraint de se poser à Beyrouth. L'équipage doit attendre 24 heures pour que ce soit réparé avant de poursuivre leur voyage (d'où le titre du film dans sa version originale). Toutefois, l'un des membres de l'équipage, le chef de cabine, semble particulièrement nerveux à l'idée de ce séjour inattendu. Des gens louches le pistent et il échappe par deux fois à un enlèvement. L'équipage, notamment le chef pilote, le protège des agissements du cartel tandis que le passé de trafiquant du stewart se révèle peu à peu. Au bout de 24 heures, l'appareil redécolle...

## Fiche technique
- Titre : Twenty-Four Hours to Kill
- Réalisation : Peter Bezencenet
- Scénario : Harry Alan Towers et Peter Yeldham
- Production : Grixflag Films
- Pays de production :  Royaume-Uni
- Format : Couleurs - 2,35:1 - Mono
- Genre : Drame et thriller
- Durée : 94 minutes
- Date de sortie : 
  - Allemagne : 28 mai 1965
- Affiche : Raymond Elseviers (titre : Trafic à Beyrouth, Belgique)

## Distribution
- Lex Barker : Jamie Faulkner
- Mickey Rooney : Norman Jones
- Walter Slezak : Malouf
- Michael Medwin : Tommy Gaskell
- Wolfgang Lukschy : Kurt Hoffner
- Helga Sommerfeld : Louise Braganza
- France Anglade : Franzi Bertram
- Helga Lehner : Marianne
- Hans Clarin : Elias
- Shakib Khouri : Andronicus
- Nadia Gamal : Mimi
- Maria Rohm : Claudine
- Giancarlo Bastianoni : Killer
- Issam Chenawi
- Ella Masden